# Kajsa Reingardt
Karin Louise Reingardt, född 22 juni 1957 i Malmö, är en svensk skådespelare.

## Biografi
Reingardt studerade vid Statens scenskola i Malmö 1977–1980 och arbetade därefter på Malmö Stadsteater med huvudrollerna i bland annat Vildanden, Anne Franks dagbok och Ett dockhem, samt en tid på Skånska Teatern i Landskrona och Borås Stadsteater.  Sedan 1992 tillhör hon den fasta ensemblen vid Stockholms stadsteater ,och har även spelat på Teater Brunnsgatan Fyra i Stockholm. 2010 medverkade hon i underhållningen på Nobelbanketten, som också sändes på SVT.

## Filmografi (urval)
- 1979 – Våning för 4 (TV-serie)
- 1986 – Skånska mord, avsnitten Yngsjömordet och Esarparen (TV)
- 1989 – Fallgropen
- 1995 – Babe – den modiga lilla grisen (röst som hunden Fly)
- 1998 – Beck – Öga för öga (TV-film)
- 1999 – Hund & Anka (röst som Anka)
- 2001 – Besvärliga människor
- 2005 – Carambole
- 2006–2007 – Aktiebolaget Häxan Surtant
- 2007–2010 – Hotell Kantarell
- 2008–2009 – Häxan Surtant och den fruktansvärda fritiden
- 2008 – Oskyldigt dömd (TV-serie)
- 2016 – Mysteria (TV-serie)
- 2016 – Flickan, mamman och demonerna
- 2018 – Mary Poppins kommer tillbaka (röst som Nera)
- 2019 – Toy Story 4 (röst)

## Teaterroller (ej komplett)
| År   | Roll                        | Produktion                                                                            | Regi                                                                        | Teater                   |
| ---- | --------------------------- | ------------------------------------------------------------------------------------- | --------------------------------------------------------------------------- | ------------------------ |
| 1982 | Ester                       | Den heliga familjen Rudolf Värnlund                                                   | Peter Oskarson                                                              | Skånska Teatern          |
| 1982 | Maria Melin                 | Vägen till Kanaan! Rudolf Värnlund                                                    | Peter Oskarson                                                              | Skånska Teatern          |
| 1986 |                             | Anne Franks dagbok (The Diary of Anne Frank) Frances Goodrich och Albert Hackett      | Claes Sylwander                                                             | Malmö stadsteater        |
| 1987 |                             | Ett dockhem (Et Dukkehjem) Henrik Ibsen                                               | Lennart Olsson                                                              | Malmö Stadsteater        |
| 1988 | Nina Mikhailovna Zarechnaja | Måsen (Чайка, Tjajka) Anton Tjechov                                                   | Ronnie Hallgren                                                             | Malmö Stadsteater        |
| 2010 | Medverkande                 | 4 X Mark Ravenhill Mark Ravenhill                                                     | Hilde Brinchmann Børresen Tatu Hämäläinen Jens Karlsson Martin Rosengardten | Stockholms stadsteater   |
| 2010 | Kvinna från Gond            | Aniara Harry Martinson                                                                | Lars Rudolfsson                                                             | Stockholms stadsteater   |
| 2010 | Maud                        | Anonyma singlar Katrin Sundberg                                                       | Katrin Sundberg                                                             | Klara Soppteater         |
| 2011 | Madame Emery                | Paraplyerna i Cherbourg (Les Parapluies de Cherbourg) Jacques Demy och Michel Legrand | Alexander Mørk-Eidem                                                        | Stockholms stadsteater   |
| 2013 | Mamman                      | Martyrer (Märtyrer) Marius von Mayenburg                                              | Dritëro Kasapi                                                              | Stockholms stadsteater   |
| 2014 | Mama Morton                 | Chicago John Kander, Fred Ebb och Bob Fosse                                           | Roine Söderlundh                                                            | Kulturhuset Stadsteatern |
| 2015 | Madame Emery                | Paraplyerna i Cherbourg (Les Parapluies de Cherbourg) Jacques Demy och Michel Legrand | Alexander Mørk-Eidem                                                        | Stockholms stadsteater   |
| 2017 | Mormor Edna                 | Billy Elliot Lee Hall och Elton John                                                  | Ronny Danielsson                                                            | Kulturhuset Stadsteatern |
| 2017 | Fru Pearce                  | My Fair Lady Alan Jay Lerner och Frederick Loewe                                      | Elisa Kragerup                                                              | Kulturhuset Stadsteatern |
| 2018 | Olga                        | Så som i himmelen Fredrik Kempe, Kay Pollak och Carin Pollak                          | Markus Virta                                                                | Oscarsteatern            |
| 2020 | Diane m.fl.                 | Come From Away Irene Sankoff och David Hein                                           | Markus Virta                                                                | Östgötateatern           |
| 2021 | Suzanne                     | Amélie Dan Messé, Nathan Tysen och Craig Lucas                                        | Markus Virta                                                                | Östgötateatern           |
| 2022 | Leila Ragueneau             | Cyrano de Bergerac Martin Crimp                                                       | Alexander Mørk-Eidem                                                        | Kulturhuset Stadsteatern |
| 2022 | Sylvia                      | Älskling är jag hemma (Home, I'm Darling) Laura Wade                                  | Maria Blom                                                                  | Kulturhuset Stadsteatern |
| 2022 | Diane m.fl.                 | Come From Away Irene Sankoff och David Hein                                           | Markus Virta                                                                | Östgötateatern           |